# کنگره (قروه)
الگو:جعبه اطلاعات روستای کوردستان
کنگره (قروه)، روستایی از توابع بخش مرکزی شهرستان قروه در استان کردستان ایران است.

## جمعیت
این روستا در دهستان پنجه علی جنوبی قرار دارد و براساس سرشماری مرکز آمار ایران در سال ۱۳۸۵، جمعیت آن ۸۰۲۹ نفر (۱۹۷خانوار) بوده‌است.